# Vũ Duy Thanh
Vũ Duy Thanh (chữ Hán: 武維清, 1807 - 1859), tự Trừng Phủ, hiệu Mai Khê, Vĩ Nhân, được gọi là "Trạng Bồng" (tuy ông chỉ đỗ bảng nhãn). Ông là một nhà thơ và là quan nhà Nguyễn theo chủ trương chống Pháp trong lịch sử Việt Nam. Đương thời ông được ví như "Quế tiên nơi bình địa, Trạng nguyên chốn dân gian". Vũ Duy Thanh còn được xem là người chế tạo tàu ngầm đầu tiên trong lịch sử Việt Nam.

## Tuổi thơ
Vũ Duy Thanh khi còn nhỏ có tên là Vũ Duy Tân, sinh ngày 9 tháng 8 năm 1807 ở làng Kim Bồng, thuộc phủ Yên Khánh; nay là xã Khánh Hải, huyện Yên Khánh, tỉnh Ninh Bình.
Sinh ra trong một gia đình nho học, Vũ Duy Thanh nổi tiếng là thần đồng ngay từ nhỏ. Ông có tư chất thông minh, phàm sách đã trông qua một lượt là nhớ, lại có tài ứng đối mẫn tiệp. Ở vùng quê Yên Khánh còn lưu truyền nhiều giai thoại về ông lúc nhỏ, điển hình là câu chuyện đối đáp giữa ông và tri phủ Yên Khánh như sau:
Ngày còn đi học trên con đê sông Đáy, gặp năm nước sông lên to, tri phủ Yên Khánh về đốc dân hộ đê, ông đi ngang qua đó, lính bắt phải xuống khiêng đất, ông xin miễn lấy cớ là thư sinh. Tri phủ nói: Nếu thực là học trò giỏi, giải được câu đối sau ta sẽ cho qua:
Quan thị đắp đê Kim Bồng, chắn hồng thủy cho dân được cậy
Vũ Duy Thanh khi đó hiểu câu đối ra dụng ý dùng bốn thứ quả: thị, hồng, bồng, cậy liền đối đáp ngay:
Nhà nho đỗ khoa bảng nhãn, quyết tranh khôi, thì chí mới cam
Câu đối lại cũng có bốn thứ quả: nho, nhãn, chanh, cam.
Lúc đối là ngẫu nhiên, cốt đối cho đúng lệ mà thôi, ai ngờ về sau ông đỗ bảng nhãn, thành ra câu đối có vẻ ứng nghiệm như lời thi sấm, nên mới được truyền tụng trong dân gian.
Một lần khác, Quan phủ đi chợ Chàng (nay thuộc xã Khánh Cư, Yên Khánh) gặp Vũ Duy Thanh, muốn thử tài cậu bé lần nữa liền ra vế đối:
Đi một thôi, đến chợ Chàng, vắt chân ngóe, ăn thịt ếch, có trả tiền, thế mới ương.
Vũ Duy Thanh hiểu rằng vế đối toàn các con vật: chẫu chàng, ngóe, ếch, ễnh ương và có hàm ý giễu cợt liền đối ngay:
Học Nam Kinh, thi trường phượng, đỗ bảng rồng, làm quận công, cuốc lấy bạc, nhanh như cắt.
Vế đối không chỉ có các con vật: phượng, rồng, công, cuốc, cắt mà còn hàm ý quan phủ ăn tiền của dân nhanh như cắt.

## Sự nghiệp
Năm 36 tuổi, Vũ Duy Thanh thi đỗ Tú tài vào năm Thiệu Trị thứ 3 (1843), rồi đỗ Phó bảng trong kỳ thi Hội vào năm Tự Đức thứ 4 (1851), tức khi ấy ông đã 44 tuổi.
Mùa hè năm ấy (1851), nhà vua lại cho mở chế khoa, và trực tiếp ra đề, Vũ Duy Thanh lại đỗ "Đệ nhất giáp tiến sĩ cập đệ đệ nhị danh" (tức Bảng nhãn) , vua Tự Đức còn châu phê "Chế khoa Bảng nhãn Cát sĩ thị trạng nguyên". Vì lệ thi cử nhà Nguyễn không lấy Trạng nguyên, chỉ có Bảng nhãn là cao nhất, bởi vậy ông còn được coi như là "Trạng", và được gọi là Trạng Bồng.
Sau đó, ông được bổ làm Thị đốc trong Hàn lâm viện, sau được đổi qua viện Tập hiền, làm Quốc tử giám Tư nghiệp, rồi thăng Tế tửu (tương tự như chức Hiệu trưởng trường Đại học ngày nay), cho đến lúc mất.
Ở Quốc Tử giám, ông chú trọng việc đào tạo nhân tài. Bởi vậy ông đã dâng lên vua Tự Đức bản sớ xin chấn chỉnh việc giáo dục. Sử nhà Nguyễn là Đại Nam chính biên liệt truyện chép: 
Vũ Duy Thanh từng dâng sớ nói rằng: Muốn được (người) thực tài tất phải khôi phục phép dạy, phép thi của cổ nhân, và liệt ra 8 mục:
-Cẩn thận phép dạy ở trường tư các làng.
-Kén chọn tổng lý và tá lại.
-Dựng xã thương.
-Giữ nghiêm phép dạy ở các trường phủ huyện.
-Nghị đổi lại phép thi Hương.
-Mở rộng phép dạy ở các nhà quốc học.
-Chọn thầy, bạn cho các tôn sinh.
-Sửa định lại việc ban phát kinh sách.
Sớ tâu lên, (nhà vua) giao xuống bộ Lễ, rồi không quả quyết thi hành .
Chuyện tìm ra than đá ở Việt Nam lần đầu tiên dưới thời Minh Mạng theo sử cũ ghi lại cũng là sự tình cờ; ấy là vào khoảng năm 1820, có một tiều phu, sau một trận mưa lớn, đi kiếm củi ở vùng núi Đông Triều, thấy những tảng đá đen óng ánh, xù xì trồi lên mặt đất. Khi lấy mấy hòn đá đen ấy kê làm bếp đun nấu thì thấy nó bén lửa cháy đỏ rực và toả ra khí nóng kỳ lạ. Người tiều phu lượm mấy hòn đá đen chạy về báo quan. Viên quan đứng đầu tỉnh Quảng Yên khi ấy rất lo sợ, vội vã cho vật lạ vào hòm, niêm phong cẩn thận, rồi cử người, ngựa chạy suốt ngày đêm về kinh đô Huế tâu trình. Triều đình cho đấy là "quái thạch". Vua hoang mang, hạ lệnh tống giam "quái thạch" vào ngục thất. Duy có sĩ tử Vũ Duy Thanh biết đó không phải là "quái thạch" mà là than đá nên đã hết lời phân giải với triều đình về cội nguồn, công dụng của than đá và xin vua ban sắc chỉ cho khai thác nguồn tài nguyên quý giá này, nhưng không được chấp nhận.
Đến đầu thế kỷ XIX (khoảng năm 1840), triều đình nhà Nguyễn mới bắt đầu chú ý đến việc khai thác và sử dụng than đá. Triều đình ra sắc lệnh lấy sức dân khai thác 1 ngàn tấn than ở núi Yên Lãng (Đông Triều) chuyển về kinh đô Huế sử dụng, chủ yếu dùng trong việc đúc tiền và rèn vũ khí...
Năm 1840, trong bức dụ của vua Minh Mạng cho phép Tổng đốc hạt Hải Yên (vùng Quảng Ninh ngày nay) là Tôn Thất Bật, khai thác than đá ở Đông Triều. Bức Dụ đã được lưu giữ tại Trung tâm và được dịch ra có nội dung:
Tháng này, Tổng đốc Hải Yên Tôn Thất Bật tâu xin thuê dân công đào mỏ lấy than ở núi An Lãnh, xã Đông Triều, thuộc hạt đó. Trước đây Bộ (Hộ -người dịch chú thích thêm) đã tư cho hạt đó đào lấy 10 vạn cân than đúng kỳ chở về kinh đô giao nạp. Trẫm nghĩ nhân dân hạt đó vừa mới lại được hơi an ổn, sao nỡ đem việc không gấp gáp mà làm họ vất vả. Bọn Bật lại tâu hạt đó sau biến cố (vừa dẹp giặc xong -người dịch chú thích thêm) vụ mùa vừa mất, thu hoạch kém, đời sống rất khó khăn, dân đều tình nguyện làm thuê để lấy tiền nuôi thân. Nay nghĩ dân trong hạt phần lớn nghèo hèn, đáng thương xót chu cấp. Lệnh chuẩn theo lời cầu xin. Các ngươi nên thận trọng, chớ sơ suất để an uý lòng Trẫm muốn ra ân cho dân. Khâm thử.
Vũ Duy Thanh là "người yêu nước chân thành", "có tính chất phác, ngay thẳng. Đối với mọi người, (ông) vui vẻ, giản dị, không cạnh tranh. Nhưng đến khi bàn luận về sự sai lầm của tục học và tai hại của dị đoan thời (ông) tất ra sức nói".

## Tác phẩm
Tác phẩm của Vũ Duy Thanh hiện còn:
- Trừng phủ thi văn tập
- Chế khoa Bảng nhãn Vũ Duy Thanh tập
- Bồng Châu thi văn tập
- Bồng Châu Vũ tiên sinh thi văn

Trích giới thiệu một bài thơ yêu nước của ông:
Gửi sĩ phu Nam Kỳ 
Nam Bắc đâu đâu cũng một trời,
Tấc vàng, tấc đất, hỡi ai ơi!
Trăm năm công đức nên ghi dạ,
Một gánh cương thường phải ghé vai.
Sự thế ngán thay cơn gió bụi,
Anh hùng bao quản bước chông gai.
Hoài Nam khúc cũ ai còn nhớ,
Còn nhớ cùng nhau họa mấy bài.
Hiện nay Viện Nghiên cứu Hán Nôm còn lưu giữ hai tác phẩm của Vũ Duy Thanh, đó là:
- Bồng Châu thi văn tập (ký hiệu A, 1043) gồm 3 quyển. Quyển 1 có 124 bài thơ, nội dung tiễn tặng bạn bè, mừng thi đỗ, mừng thọ, vịnh cảnh thiên nhiên và di tích Hoa Lư... Quyển II là văn tập, gồm 21 bài trướng như mừng Phan Hy Tăng được thăng Quang Lộc Tự Khanh mừng bạn về hưu... Quyển III gồm 18 bài tạp ký, phê phán bài Linh Tế tháp ký của Trương Hán Siêu, bài xích đạo Gia Tô, bác bỏ những tà giáo, dị đoan...
- Bồng Châu Vũ tiên sinh thi văn (ký hiệu VHV 422), tập hợp những bài thơ, phú, luận, văn sách của Vũ Duy Thanh trong các kỳ thi. Có bài chiếu của Tự Đức nhân việc mở chế khoa, và văn tế, câu đối đám tang bố vợ ông, câu đối mừng ông đỗ Bảng nhãn...

## Qua đời
Lúc ở Quốc Tử Giám, thường có một người đến chơi, không nói tên họ, chỉ xưng là Bình Sơn Thi Khách, xướng họa thi văn với Vũ Duy Thanh rất là tương đắc. Một hôm vào khoảng tháng hai, Bình Sơn đến nhà, ông đi vắng, khách để lại mấy chữ:
Nhất giáp nhất danh kim bảng quý
Tứ nguyệt tứ nhật ngọc lâu thành
Từ đấy không thấy Bình Sơn trở lại. Đến ngày mồng 4 tháng 4 năm ấy ông từ trần. Bấy giờ mới hiểu câu Tứ nguyệt tứ nhật ngọc lâu thành.
Sau khi từ trần, giám thần dâng sớ lên, vua Tự Đức châu phê: Khả mẫn gia tuất tiền bách (khá thương gia ân cho 100 quan tiền), và cho đưa quan tài về quê ở Ninh Bình, đi qua tỉnh nào, các học quan tỉnh ấy đều phải phúng điếu. Các quan ở Kinh có câu đối viếng:
Cửu nguyên di hận Trà Sơn úc
Thiên lý quy hồn Thuý Lĩnh phong
(Chín suối còn di hận ở vùng núi Trà Sơn - Du hồn về núi Thúy Sơn, đường xa nghìn dặm).
Câu đối của bạn đồng hương Vũ Phạm Khải:
Đông canh đồng thuận, đồng tính thị châu lư, vãn bối suy quân tiêu vật vọng
Thử cảnh thử tình, thử giang sơn bi kiệt, tích hiền tiên ngã ký sầu ngâm
Cùng tuổi, cùng học, cùng họ lại cùng tỉnh, những học trò lớp sau đều tôn trọng ông là bực tiêu biểu: ông Khải chỉ đỗ cử nhân nên mong học trò lớp sau, đỗ được cao như ông bảng - Tình ấy, cảnh ấy, núi sông ấy và bia đá ấy, người hiền xưa đã trước ta, gửi tiếng sầu ngâm: người xưa, chỉ Trương Hán Siêu, vì Trương làm bài văn bia Linh Tế Tháp, ông Bảng có bài Bình Linh Tế Tháp, việc văn chương có can hệ đến mối sầu cảm.
Cảm kích trước tấm lòng trung quân ái quốc, yêu nước thương dân cũng như sự đa tài của Vũ Duy Thanh, Phạm Thanh đã làm đôi câu đối điếu người cùng tên và cũng đỗ Bảng nhãn trong cùng năm với mình rằng:
Nhân bảo đương vi thiên hạ tích
Hoạn tình năng động cửu trùng thiên
Hai câu đó có nghĩa là: Người quý công tích còn trong thiên hạ - Quan ân rung động tới tận cửu trùng.
Ca ngợi tài năng và khí tiết của một người học rộng tài cao, các nho sĩ Ninh Bình đã làm một bài thơ tưởng niệm Vũ Duy Thanh như sau:
Bảng vàng bia đá bậc tam khôi,
Giấc mộng phù sinh luống ngậm ngùi.
Nền Hạnh mây mờ sao điểm tối,
Rừng Quỳnh nắng rọi đoá mai rơi.
Vài tờ chương sớ nghìn thu để,
Hai chữ châu phê chín bệ soi.
Trên chốn đô môn ngày vĩnh quyết,
Tình này cảnh ấy thuở nào nguôi.

## Tôn vinh
Di tích quốc gia Nhà thờ và mộ Vũ Duy Thanh ở Ninh Bình nằm tại xã Khánh Hải, huyện Yên Khánh.
Vũ Duy Thanh được đặt tên cho các đường phố ở thành phố Tam Điệp, thành phố Ninh Bình, Hải Phòng,...
Năm 2012, ở Yên Khánh, Ninh Bình thành lập Quỹ Khuyến học, khuyến tài Vũ Duy Thanh để trao thưởng hàng năm cho học sinh có thành tích xuất sắc hoặc hoàn cảnh đặc biệt.

## Sách tham khảo
- Quốc sử quán triều Nguyễn, Đại Nam chính biên liệt truyện, mục: "Vũ Duy Thanh". Nhà xuất bản Văn học, 2004.
- Nhiều người soạn, Văn học yêu nước và cách mạng Hà Nam Ninh (Tập I), mục: "Vũ Duy Thanh". Nhà xuất bản Khoa học xã hội, 1981.